# Matasoldats
Matasoldats es un cultivar de higuera de tipo higo común Ficus carica, unífera (con una sola cosecha por temporada, los higos de otoño), con higos de epidermis con color de fondo negro reluciente, y con sobre color negro azulado. Se cultiva en la colección de higueras de Montserrat Pons i Boscana en Llucmajor (España).

## Sinonimia
- “sin sinónimo”,[4][6][7]

## Historia
Actualmente la cultiva en su colección de higueras baleares Montserrat Pons i Boscana, rescatada de un ejemplar o higuera madre localizada en Randa en el término de Algaida, en el predio "son Bernat" propiedad de Toni Hornar, datada por sus familiares antepasados desde tiempo inmemorial.
La variedad 'Matasoldats' (Matasoldats:Matasoldados, en catalán), llamada así popularmente, este nombre se debe a que el árbol estaba plantado junto a un cuartel de soldados, y que en época de hambre, la tropa se nutría desmesuradamente de sus frutos, lo que les provocaba desde diarreas hasta disenterías. No es ni conocida ni cultivada en muchos lugares de las Islas Baleares.

## Características
La higuera 'Matasoldats' es una variedad unífera de tipo higo común. Árbol de vigorosidad mediana y buen desarrollo, copa esparcida con ramaje muy claro y deformado, ramas colgando hacia el cultivo, con nula emisión de rebrotes. Sus hojas son de 1 lóbulo, y de 3 lóbulos (50%). Sus hojas con dientes presentes márgenes serrados poco recortados. 'Matasoldats' tiene mucho desprendimiento de higos, con un rendimiento productivo elevado y periodo de cosecha medio. La yema apical cónica de color verde amarillento.
Los frutos de la higuera 'Matasoldats' son higos de un tamaño de longitud x anchura:38 x 40mm, con forma urceolada, que presentan unos frutos grandes, vistosos, simétricos en la forma, uniformes en las dimensiones, de unos 32,230 gramos en promedio, cuya epidermis es de un espesor mediano, de textura fina, de consistencia blanda, color de fondo negro reluciente, y con sobre color negro azulado. Ostiolo de 2 a 3 mm con escamas pequeñas rosadas. Pedúnculo de 2 a 3 mm troncocónico rojo oscuro. Grietas reticulares muy finas y muy marcadas. Costillas poco marcadas. Con un ºBrix (grado de azúcar) de 15 de sabor soso, y áspero, con color de la pulpa rojo intenso. Con cavidad interna mediana-grande. Los frutos maduran con un inicio de maduración de los higos sobre el 14 de agosto a 5 de septiembre. Cosecha con rendimiento productivo elevado, y periodo de cosecha medio.
Se usa en alimentación para el ganado ovino y porcino. Difícil abscisión del pedúnculo y buena facilidad de pelado. Por su consistencia blanda es poco resistente al transporte, y sensibles al agriado. Medianamente resistentes a las lluvias y rocíos. Mediana resistencia a la apertura del ostiolo. Muy susceptibles al desprendimiento del árbol cuando madura.

## Cultivo
'Matasoldats', se utiliza exclusivamente en alimentación animal. Se está tratando de recuperar de ejemplares cultivados en la colección de higueras baleares de Montserrat Pons i Boscana en Llucmajor.